# Roman Šebrle
Roman Šebrle (Lanškroun, Csehszlovákia, 1974. november 26. –) olimpiai és világbajnok cseh atléta, tízpróbázó. Šebrle eredetileg magasugró volt, azonban teljes felnőtt pályafutása alatt hét- illetve tízpróbában indul. 2001-ben ő lett a világon az első tízpróbázó, aki túllépte a 9000 pontos álomhatárt. 9026 pontos rekordját 2012. június 23-án döntötte meg Ashton Eaton. Az előző rekordot szintén egy cseh, Tomáš Dvořák tartotta, aki két évvel Šebrle előtt teljesített 8994 pontot.
Miután 2000-ben még csak ezüstérmet szerzett az olimpián, 2004-ben már megnyerte azt, ezzel – mivel a tízpróba győzteseit így emlegetik – ő lett a világ legjobb atlétája. Šebrle az utóbbi 7 évből ötször tudhatta magáénak ezt a címet.
2013 júniusában sérüléseire hivatkozva bejelentette visszavonulását.

## Magánélete
Šebrle a csehszlovákiai Lanškrounban született 1974. november 23-án. A gimnáziumban és az egyetemen, ahová járt, informatikusnak tanult. 2000-ben feleségül vette Eva Kasalovát, egy korábbi cseh atlétát, aki 400 és 800 méteres távokon indult. Két gyermekük van, Štěpán, aki 2002. szeptember 4-én született, valamint Kateřina, aki 2006. január 30-án született.
| Versenyszám   | Eredmény    | Megjegyzés            | Helyszín      | Időpont                         | Forrás               |
| ------------- | ----------- | --------------------- | ------------- | ------------------------------- | -------------------- |
| 60 méter      | 6.91        | Fedettpálya           | Tallinn       | 1999. február 7.                | [ 10 ] [ 11 ]        |
| 100 méter     | 10.64 10.64 | 1.3 m/s-os szél 0 m/s | Götzis Götzis | 2000. június 3. 2001. május 26. | [ 12 ] [ 13 ] [ 12 ] |
| 200 méter     | 21.74       | 1.4 m/s-os szél       | Prága         | 2004. augusztus 7.              | [ 12 ]               |
| 300 méter     | 35.12       |                       | Prága         | 2005. június 13.                | [ 12 ]               |
| 400 méter     | 47.76       |                       | Götzis        | 1999. május 29.                 | [ 12 ] [ 13 ]        |
| 1000 méter    | 2:37.86     | Fedettpálya           | Lisszabon     | 2001. március 11.               | [ 10 ]               |
| 1500 méter    | 4:21.98     |                       | Götzis        | 2001. május 27.                 | [ 12 ] [ 13 ]        |
| 60 méter gát  | 7.84        | Fedettpálya           | Prága         | 2001                            | [ 10 ]               |
| 110 méter gát | 13.68       |                       | Halle         | 2001. május 20.                 | [ 13 ]               |
| Magasugrás    | 2.15        |                       | Götzis        | 2000. június 3.                 | [ 12 ] [ 13 ]        |
| Rúdugrás      | 5.20        |                       | Turnov        | 2003. május 18.                 | [ 12 ] [ 13 ]        |
| Távolugrás    | 8.11        | 1.9 m/s-os szél       | Götzis        | 2001. május 26.                 | [ 12 ] [ 13 ]        |
| Súlylökés     | 16.47       |                       | Kladno        | 2007. június 19.                | [ 12 ] [ 13 ]        |
| Diszkoszvetés | 49.37       |                       | Turnov        | 2003. május 18.                 | [ 12 ] [ 13 ]        |
| Gerelyhajítás | 71.18       |                       | Oszaka        | 2007. szeptember 1.             | [ 12 ] [ 13 ]        |
| Összesítésben | 9026        | Európa-rekord         | Götzis        | 2001. május 27.                 | [ 12 ] [ 13 ]        |
| Hétpróba      | 6438        | Európa-rekord         | Budapest      | 2004. március 7.                | [ 13 ]               |